# Макеевский троллейбус
Макеевский троллейбус (укр. Макіївський тролейбус) система общественного транспорта в городе Макеевке Донецкой области Украины, был открыт 13 ноября 1969 года. По состоянию на 202 год имеется 3 маршрута, 38,5 км сети, 25 машин. Принадлежит МУП АГМ "МЕТ".

## Маршруты
- 2 Центр— Вокзал
- 3 Центр — Посёлок шахты имени Бажанова
- 4 Центр — Магазин «Даки"

## История
Пробный рейс первого макеевского троллейбуса состоялся 5 ноября 1969 года, а 13 ноября 1969 года в 9:30 началась постоянная эксплуатация троллейбусной линии в пределах демонтированного до этого в 1967 году трамвайного Южного кольца — открыт маршрут № 1, сообщением «Трубзавод — Трубзавод» (или Центр — Центр), проходивший по улицам: Трубзавод — Карбидная улица (она же Минская) — Улица Панченко — Московская улица — Улица Свердлова — Трубзавод. Движение открывали 4 троллейбуса МТБ-82 б/у из Донецка (первые и последние, переданные из Донецка в Макеевку за всю историю ТТУ городов). Самым первым в рейс отправился троллейбус № 4, с экипажем в составе водителя Мухтара Галиевича Салимова и кондуктора с 19-летним стажем (бывшего трамвайного) Лидии Дмитриевны Соболь.
Согласно генплану, однако, первая линия должна была пойти на вокзал (как открытая 29 апреля 1970 года линия маршрута № 2), но закрытие трамвайного маршрута № 2 (Южное кольцо) внесло коррективы.
Если бы трамвайный маршрут № 2 не был закрыт (а закрыт он был по причине строительства нового путепровода на трассе Донецк — Макеевка, так как старый не мог уже пропустить через себя всё большее число автомобилей и автобусов), то, возможно, вся история развития макеевского троллейбуса пошла по-другому.
Вместе с открытием линии по ул. Ленина (маршрут № 2 «Автовокзал (Универмаг) — Железнодорожный вокзал» и № 3 «Автовокзал — Депо (Бажанова)») 29 апреля 1970 года было открыто также депо № 1 в посёлке шахты имени Бажанова.
В октябре 1970 года было построено кольцо у магазина «Даки» и пущен маршрут № 4 «Автовокзал — Магазин „Даки“».
5 сентября 1971 года пущен маршрут № 5 «Центр — Макеевка-Западная», а уже 16 апреля 1972 года продлён к Донецку «Центр — Кафе „Дубок“ (Горностаевская ул.)».
24 сентября 1971 года пущен маршрут № 6 «Центр — Шахта „Капитальная“» в Горняцкий район.
5 октября 1972 года продлён маршрут № 3 «Автовокзал — Посёлок шахты имени Бажанова» по улице Ярошенко.
12 ноября 1972 года конечная маршрутов № 2, 3, 4 Автовокзал перенесена к Детскому миру.

### Маршруты по состоянию на 1972 год
- 1 Трубзавод — Центр
- 2 Детский мир — Вокзал
- 3 Детский мир — Посёлок шахты имени Бажанова
- 4 Детский мир — Магазин «Даки»
- 5 Детский мир — Горностаевская ул.
- 6 Детский мир — Шахта «Капитальная»

17 апреля 1973 года открыт маршрут № 7 «Детский мир — Посёлок Красная Звезда».
7 ноября 1973 года (по другим данным 1974 года) открыт маршрут № 8 «Трубзавод — Площ. Кирова» (Кировская сторона). Маршрут троллейбуса № 8 (Трубзавод — Блюминг) полностью дублировал участок трамваев № 1 и № 4. В связи с этим, а также в связи неоптимальной трассой троллейбуса по сравнению с трамваем, маршрут продержался всего около года, потом был «временно» закрыт. Возрождался и закрывался два или три раза (последний раз в 1985 году). Контактная сеть по маршруту висела до 1992 года.
31 декабря 1975 года маршрут № 7 продлён от посёлка Красная Звезда через Шахту № 4-13 до посёлка Объединённый («Детский мир — Объединённый»).
В марте 1978 года (по другим данным, 12 ноября 1977 года) маршрут № 6 продлён от шахты «Капитальная» до Стадиона «Холодная Балка» («Детский мир — Холодная Балка»).
В 1979 году маршрут № 1 перенесен: «Детский мир — 55-й квартал» (стал короткой версией маршрута № 6).

### Маршруты по состоянию на 1980 год
- 1 Детский мир — 55-й квартал
- 2 Трубзавод — Вокзал
- 3 Детский мир — Посёлок шахты имени Бажанова
- 4 Детский мир — Магазин «Даки»
- 5 Детский мир — Горностаевская улица
- 6 Детский мир — Посёлок Холодная Балка
- 7 Детский мир — Посёлок Объединённый
- 8 Трубзавод — остановка «Блюминг»

5 июня 1981 года (по другим данным в 1979 году) маршрут № 6 продлён ещё от посёлка (стадиона) «Холодная Балка» до шахты «Холодная Балка».
В 1981 году (по другим данным в 1982 году) маршрут № 8 закрыт, вскоре та же участь постигла и маршрут № 1.
5 ноября 1983 года открыт маршрут № 9 «Посёлок Объединённый — Ханжёнково».
20 апреля 1985 года маршрут № 1 перенесен на «Детский мир — Молокозавод» (новая линия от посёлка Красная Звезда), в 1987 году (по другим данным, в 1988 году) продлён до троллейбусного депо № 2.

### Маршруты по состоянию на 1990 год
- 1 Детский мир — Молокозавод
- 2 Трубзавод — Вокзал
- 3 Детский мир — Посёлок шахты имени Бажанова
- 4 Трубзавод — Магазин «Даки»
- 5 Детский мир — Горностаевская ул.
- 6 Детский мир — Шахта «Холодная Балка»
- 7 Детский мир — Посёлок Объединённый
- 9 Посёлок Объединённый — Ханжёнково

В 1987 году в связи с началом строительства объездной дороги между городами Донецк и Макеевка перенесено ближе разворотное кольцо на ул. Горностаевской — надежды на объединение соседних троллейбусных сетей двух городов (а их разделяло около 20-30 м дороги) так и не оправдались.
25 мая 1991 года открыт марщрут № 10 «Детский Мир — Посёлок Калининский», были планы по доведению этого маршрута до Щегловки.
19 января 1998 года было последнее расширение троллейбусной сети: на 2 остановки продлён маршрут № 10 «Детский Мир — Посёлок Калининский»

### Маршруты по состоянию на 2000 год
- 1 Детский мир — Молокозавод
- 2 Трубзавод — Вокзал
- 2А Детский мир — Вокзал
- 3 Детский мир — Бажанова
- 4 Трубзавод — Даки
- 4А Детский мир — Даки
- 5 Детский мир — Горностаевская ул.
- 6 Трубзавод — Детский мир — Холодная Балка
- 7 Детский мир — Объединённый
- 9 Объединённый — Ханжёнково
- 10 Детский мир — Калининский

### Разрушение ТТУ
Официально, причиной закрытия большинства троллейбусных (кстати, и всех трамвайных) маршрутов Макеевки считается воровство контактной сети с целью сдачи металлолома. Хотя очень многие жители считают, что истинной причиной так называемого «металлоломного» воровства является целенаправленная политика руководства города по закрытию неприбыльного городского электротранспорта. Закрылись следующие маршруты троллейбуса:
- 1 Детский мир — Молокозавод (2003 год)
- 2 Трубзавод — Вокзал (2003 год)
- 3 Детский мир — Бажанова (был закрыт в 2003—2008 годах, восстановлен)
- 4 Трубзавод — Даки (2003 год)
- 6 Трубзавод — Детский мир — Холодная Балка (19 апреля 2002 года)
- 7 Детский мир — Объединённый (19 апреля 2002 года)
- 9 Объединённый — Ханжёнково (2001 год, по другим данным, 5 декабря 2000 года)
- 10 Детский мир — Калининский (2001 год)

На 2007 год было запланировано открытие маршрута № 8 (Детский мир — Кировская площадь), однако маршрут не был открыт и не производилось никаких работ.
23 июня 2008 года был возобновлен маршрут номер 3 «Детский Мир — пос. ш. Бажанова».
26 августа 2014 года движение троллейбусов было остановлено из-за боевых действий на неопределённый срок. 4 сентября движение троллейбусов было восстановлено.
Сентябрь 2023 года окончательное закрытие 5 маршрута.Сняты не только провода , но подвесы контактной сети на участке Чайкинское кольцо Горностаевская.
6 сентября 2023 года в троллейбусное депо прибыл троллейбус УТТЗ-6241-20. Это первый троллейбус, который был изготовлен УТТЗ. Ранее машина работала на маршрутах Пензы и Уфы.
13 октября 2023 года в троллейбусное депо доставлены 3 ЮМЗ-Т2 из Донецка с номером 1038,2024,2033

## Подвижной состав
В настоящее время маршруты обслуживаются машинами типа:
- ЗиУ-9 (15 машин из 81 всех поступивших) с 1980 года
- ЮМЗ-Т2 (10 машин из 13) с 1994 года + 3 из Донецка 13 октября 2023
- УТТЗ-6241-20 подарен городом Уфа в честь 333 летней годовщины города (1 машина)

Ранее были также:
- МТБ-82 (4 машины) в 1969—1972
- Киев-6 (67 машин) в 1970—1982
- Škoda 9Tr (6 машин) в 1972—1976 (переданы в Мариупольский троллейбус)
- ЮМЗ-Т1 (7 машин) в 1993—200